# Spinatimonomma
Spinatimonomma es un género de coleóptero de la familia Monommatidae, ahora considerada unqa subfamilia o una tribu (Monommatinae o Monommatini) de Zopheridae.

## Especies
Las especies de este género son:
- Spinatimonomma birmanense (Freude, 1955)
- Spinatimonomma brittoni (Freude, 1955)
- Spinatimonomma chapini (Freude, 1955)
- Spinatimonomma doriae (Gestro, 1872)
- Spinatimonomma drescheri (Freude, 1955)
- Spinatimonomma fulvum
- Spinatimonomma gracilifulvum (Freude, 1955)
- Spinatimonomma hayeki (Freude, 1955)
- Spinatimonomma javanum (Freude, 1955)
- Spinatimonomma longispinum (Freude, 1955)
- Spinatimonomma nideki (Freude, 1955)
- Spinatimonomma novaguinense (Freude, 1955)
- Spinatimonomma obenbergeri (Freude, 1955)
- Spinatimonomma pseudodoriae (Freude, 1955)
- Spinatimonomma raffrayi (Thoms.)
- Spinatimonomma scheini (Freude, 1955)
- Spinatimonomma semiaeneum (Pic)
- Spinatimonomma similifulvum (Freude, 1955)
- Spinatimonomma stevensi (Freude, 1955)
- Spinatimonomma tenasserimum (Freude, 1955)
- Spinatimonomma trisulcatum (Freude, 1955)